# Puncak Jaya
Puncak Jaya (tiếng Indonesia: [ˈpuntʃaʔ ˈdʒaja]) là đỉnh cao nhất của núi Jayawijaya (còn gọi là núi Carstensz) trong dãy núi Sudirman ở vùng núi cao trung tây tỉnh Papua, Indonesia. Những đỉnh khác là Carstensz Đông (4.808 m), Sumantri (4.870 m) và Ngga Pulu (4.863 m). Puncak Jaya còn có những tên khác như Nemangkawi (trong tiếng Amung), Carstensz Toppen và Gunung Soekarno.
Ở độ cao 4.884 mét (16.024 ft) trên mực nước biển, Puncak Jaya là núi cao nhất Indonesia, cao nhất đảo New Guinea (gồm phần Tây Papua của Indonesia và Papua New Guinea), cao nhất cả Châu Úc (gồm New Guinea, Úc, Timor, một vài đảo khác), và là núi cao thứ năm của Đông Nam Á.
Mỏ Grasberg lộ thiên chỉ cách Puncak Jaya 4 km.